# Matteo Melchiorre
Matteo Melchiorre (Feltre, 2 febbraio 1981) è uno scrittore italiano.

## Biografia
Dopo il dottorato di ricerca in Storia Sociale Europea dal Medioevo all'Età contemporanea conseguito nel 2010 all'Università Ca' Foscari Venezia, ha svolto l'incarico di ricercatore presso l'Università degli Studi di Udine, l'Università Ca' Foscari e l'Università Iuav e dal 2018 è direttore della Biblioteca del Museo e dell'Archivio Storico di Castelfranco Veneto.
Il suo campo di ricerca è la storia medievale, della montagna e dei boschi ai quali temi ha dedicato gran parte della sua produzione saggistica.
Nel 2022 ha pubblicato il suo primo romanzo, Il Duca, ottenendo l'anno successivo il Premio Bergamo e il Premio Alassio.

## Opere (parziale)

### Romanzi
- Il Duca, Torino, Einaudi, 2022 ISBN 978-88-06-25231-1.

### Reportage narrativi
- La banda della superstrada Fenadora-Anzù (con vaneggiamenti sovversivi), Roma - Bari, Laterza, 2011 ISBN 978-88-420-9627-6.

### Saggi
- Requiem per un albero: resoconto dal Nord Est, Santa Maria Capua Vetere, Spartaco, 2004 ISBN 88-87583-26-9.
- A un cenno del suo dito: Fra Bernardino da Feltre (1439-1494) e gli ebrei, Milano, Unicopli, 2012 ISBN 978-88-400-1603-0.
- Conoscere per governare: le relazioni dei sindici inquisitori e il dominio veneziano in terraferma (1543-1626), Udine, Forum, 2013 ISBN 978-88-8420-807-1.
- La via di Schenèr: un'esplorazione storica nelle Alpi, Venezia, Marsilio, 2016 ISBN 978-88-317-2453-1.
- Storia di alberi e della loro terra, Venezia, Marsilio, 2017 ISBN 978-88-317-2782-2.

## Premi e riconoscimenti

### Vincitore
Premio Bergamo
- 2023 con Il Duca[8]

Premio Alassio
- 2023 con Il Duca[9]

Premio Mario Rigoni Stern
- 2017 nella categoria "Saggistica" con La via di Schenèr[10]

### Finalista
Premio Letterario Chianti
- 2018 con La via di Schenèr[11]